# Cristiana Dell'Anna
Cristiana Dell'Anna (Napoli, 24 agosto 1985) è un'attrice italiana.

## Biografia
Inizialmente desiderosa di seguire le orme del padre medico, si iscrive all'Università alla Facoltà di Medicina ma che poi abbandona per dedicarsi alla recitazione. Si trasferisce infatti a Londra per studiare alla Guildhall School of Music and Drama.
Come attrice è conosciuta grazie ad Un posto al sole, soap opera in cui interpreta le sorelle gemelle Micaela e Manuela Cirillo. Entrata nel cast nel 2012, ne è uscita nel 2016. Dal 2016 fino al 2019 recita nella serie televisiva Gomorra - La serie, in cui interpreta il ruolo della giovane Patrizia Santore.
Ha recitato in alcuni cortometraggi, nella pellicola cinematografica Third Contact (2011) e nella serie web Soma (2012).
Il 23 dicembre 2020 approda nel mondo musicale in radio con il singolo Carpe D.M. composto dal musicista napoletano Carlo Lomanto.
Ad aprile del 2022 ha ottenuto una nomination ai David di Donatello per l'interpretazione in Qui rido io.

## Vita privata
Nel settembre 2018 si è sposata con Emanuele Scamardella.

## Filmografia

### Cinema
- Third Contact, regia di Simon Horrocks (2011)
- Mister Felicità, regia di Alessandro Siani (2017)
- Tensione superficiale, regia di Giovanni Aloi (2019)
- Qui rido io, regia di Mario Martone (2021)
- È stata la mano di Dio, regia di Paolo Sorrentino (2021)
- Toscana, regia di Mehdi Avaz (2022)
- Piove, regia di Paolo Strippoli (2022)
- Mixed by Erry, regia di Sydney Sibilia (2023)
- Una storia nera, regia di Leonardo D'Agostini (2024)
- Francesca Cabrini (Cabrini), regia di Alejandro Monteverde (2024)

### Televisione
- Un posto al sole, registi vari - soap opera (2012-2016)
- Un posto al sole coi fiocchi, regia di Fabio Sabbioni (2013)
- Gomorra - La serie - serie TV, 32 episodi (2016-2019)
- Rocco Chinnici - È così lieve il tuo bacio sulla fronte, regia di Michele Soavi (2018)
- In punta di piedi, regia di Alessandro D'Alatri (2018)
- Trust - serie TV, episodi 6-7-10 (2018)
- La coda del diavolo, regia di Domenico De Feudis (2024)
- Storia della mia famiglia – serie TV (2025)

### Cortometraggi
- Moths, regia di Rose Glass (2010)
- Godless nights di Ian Gray e Gavin Hall (2012)
- Everywhere, vicente, regia di Melissa Advani e Ben Galpin (2013)
- A perfect day for cake, regia di Carolina Petro (2013)
- A world for her, regia di Carolina Petro (2015)

### Web series
- Soma, regia di Fabio Paladini, Giovanni Prisco, Davide Devenuto e Francesco Vitiello (2012)

### Video musicali
- Pe t'avé - Ntò (2017)
- Partenope - Clementino (2020)

## Discografia

### Singoli
- 2020 – Carpe D.M.

### Collaborazioni
- 2017 – Pe t'avé (Ntò feat. Cristiana Dell'Anna)

## Riconoscimenti
- David di Donatello
  - 2022 – Candidatura alla migliore attrice non protagonista per Qui rido io